# Obrona Helu
Obrona Helu, bitwa o Hel – działania zbrojne prowadzone podczas wojny obronnej przez polskie oddziały w dniach od 1 września do 2 października 1939 roku, mające na celu obronę Rejonu Umocnionego Hel przed nacierającymi wojskami niemieckimi. Załoga Helu była ostatnią placówką, która bez żadnych nadziei wsparcia skapitulowała podczas obrony Wybrzeża w kampanii wrześniowej 1939.

## Obrońcy
- Dywizjon Artylerii Nadbrzeżnej
- 2 Morski Dywizjon Artylerii Przeciwlotniczej
- Batalion KOP „Hel”

## Działania
W chwili wybuchu II wojny światowej Hel, będący główną bazą polskiej floty wojennej, został początkowo zaatakowany przez siły niemieckie z powietrza i z morza. W momencie osiągnięcia przez korpus gen. von Kaupischa Zatoki Puckiej 8 września i przerwaniu pozycji pod Swarzewem i Władysławowem 12 września, wojska niemieckie odizolowały Hel od lądu.

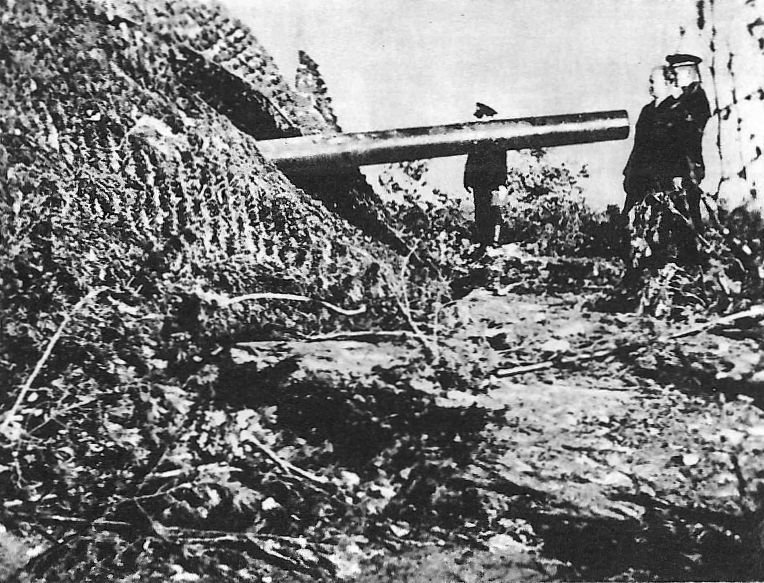
Bateria im. Heliodora Laskowskiego na Helu oglądana przez Niemców po kapitulacji polskiej obrony

Od 21 września pancerniki „Schleswig-Holstein” i „Schlesien" rozpoczęły ostrzał Helu, a ściślej rejonu baterii cyplowej im. Heliodora Laskowskiego, która - jako ważny element obrony wybrzeża - wchodziła w skład Rejonu Umocnionego Hel. Podczas ostrzału 25 września pancernik „Schleswig-Holstein” został dwukrotnie trafiony z działa baterii cyplowej. Jednocześnie w wyniku ostrzału ranny został dowódca baterii, kpt. mar. Zbigniew Przybyszewski, który po opatrzeniu ran powrócił na własne żądanie na stanowisko. 30 września, po zdobyciu wsi Chałupy przez wojska niemieckie, wycofujące się polskie oddziały wysadziły zaporę z głowic torpedowych, oddzielając tym samym półwysep od atakujących sił niemieckich. Ataki Niemców zostały powstrzymane, jednak po upadku Warszawy i Modlina oraz z powodu braku żywności i amunicji, morale większości osamotnionych obrońców Helu osłabło do tego stopnia, że 1 października dowództwo obrony Helu po naradzie sztabu zadecydowało o wszczęciu rozmów z Niemcami w sprawie kapitulacji placówki. Wynikiem tego oddziały polskie wstrzymały ogień ok. 11 tego dnia, a o 16 ogień wstrzymała strona niemiecka.

## Kapitulacja

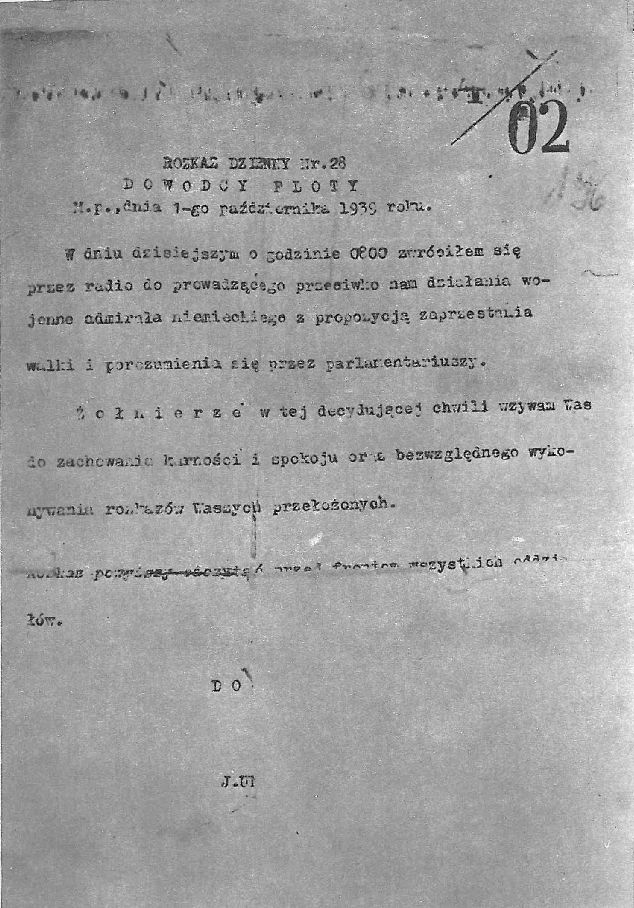
Rozkaz nr 28 Józefa Unruga

2 października 1939 r. w Grand Hotelu w Sopocie komandor Marian Majewski oraz kpt. Antoni Kasztelan podpisali akt kapitulacji i złożyli go na ręce kontradmirała Huberta von Schmundta. Wieczorem zadecydowano o wypłacie poborów obrońcom za trzy miesiące z góry i rozpoczęto niszczenie akt sądowych i personalnych oraz zakopywanie i zatapianie przez całą noc sprzętu. Wkroczenie Niemców do Helu zaplanowano na 2 października o godzinie 10. Po wkroczeniu do Helu Niemcy zaczęli poszukiwania ciężkich dział, nie wierząc, że obrońcy Helu, mając cztery armaty Boforsa o kalibrze 152,4 mm, mogli skutecznie trafiać w jednostki nawodne.

## Obrona Helu w 1945 przez Wehrmacht
Hel był jednym z ostatnich miejsc, w którym skapitulowały ostatnie oddziały niemieckie w 1945 roku – broniący Helu żołnierze Wehrmachtu poddali się Armii Czerwonej dopiero 14 maja.

## Upamiętnienie
Walki żołnierza polskiego o Hel zostały upamiętnione na Grobie Nieznanego Żołnierza w Warszawie napisem na jednej z tablic po 1945 „Hel 20 IX – 1 X 1939”, a po 1990 „WESTERPLATTE – OKSYWIE – HEL 1 IX – 2 X 1939”.
Ulice Obrońców Helu znajdują się, oprócz samego Helu, także m.in. w Bolesławcu, Bydgoszczy, Krakowie, Siedlcach, Warszawie, Wejherowie i Władysławowie. 
 We Wrocławiu ich imię nosi skwer.